# Edwin Smith (egyptolog)

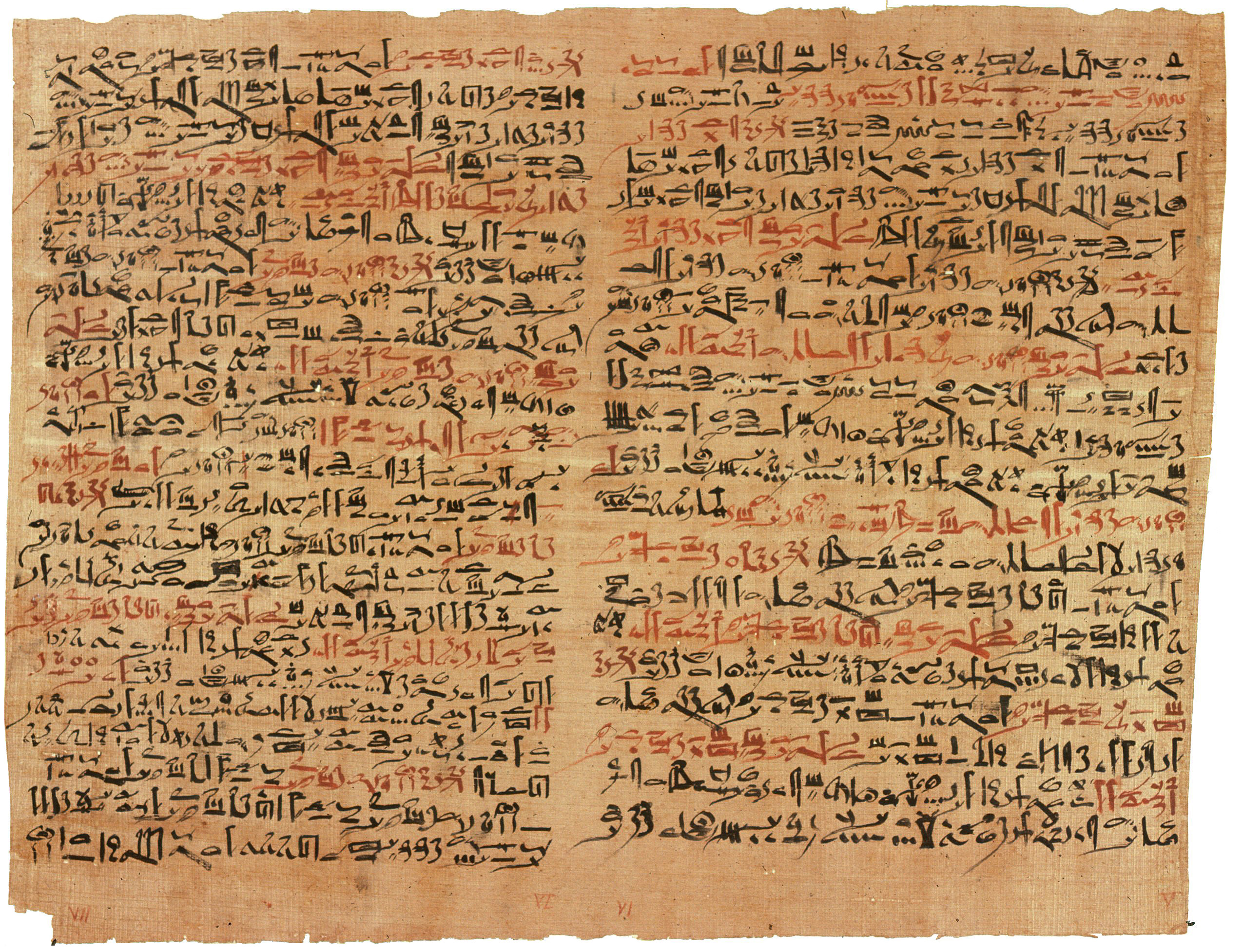
Desky VI & VII (popisují zranění obličeje) Edwin Smithova papyru v místnosti vzácných knih a tisků; New York Academy of Medicine (ilustrační foto)

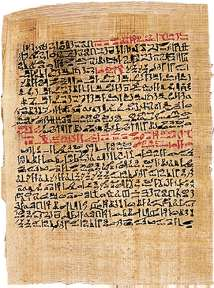
Ebersův papyrus ze starověkého Egypta (ilustrační foto)

Edwin Smith (1822 – 27. dubna 1906) byl americký prodejce a sběratel starožitností. Podle jeho jména byl pojmenován staroegyptský lékařský svitek – papyrus Edwina Smithe.

## Životopis
Edwin Smith se narodil v USA ve městě Bridgeport (stát Connecticut) v roce 1822 a žil v Egyptě během druhé poloviny 19. století.

### Ebersův papyrus
V roce 1862 získal Edwin Smith dočasně do svého vlastnictví egyptský lékařský papyrus s vědomostmi o léčivých rostlinách, datovaný asi do roku 1550 před naším letopočtem (je však považován za kopii textu ještě staršího). Jeho zdroj je neznámý, tvrdí se však, že byl nalezen mezi nohama mumie v okrese Assassif thébské nekropole. Celý svitek byl asi 20 metrů dlouhý, obsahoval 108 odstavců, každý odstavec pak obsahoval po 20 až 22 znacích. Tento papyrus zůstal ve sbírkách Edwina Smithe přinejmenším do roku 1869, kdy se objevil v katalogu obchodníka se starověkými předměty. V roce 1872 jej zakoupil německý egyptolog Georg Ebers, po němž byl také papyrus pojmenován.  Tento Ebersův papyrus je jedna ze dvou nejstarších dochovaných medicínských písemností. V současné době je uložen v Německu v knihovně Lipské university.

### Papyrus Edwina Smithe
V roce 1862 Edwin Smith nakoupil v egyptském Luxoru od egyptského obchodníka a prodejce konzulárního agenta Mustafy Aghy Ajata papyrus psaný hieratickým písmem. Překlad (a vědecké zpracování) tohoto papyru provedl egyptolog James Henry Breasted, a to za lékařské asistence a pomoci profesora fyziologie Dr. Arno B. Luckhardta.   Později byl tento papyrus Edwina Smithe datován do roku 1600 před naším letopočtem (jedná se ale o mladší opis staršího díla). Svitek má na délku necelých 5 metrů (asi čtvrtina původního textu), je sestaven ze sedmnácti lícových a pěti rubových papyrových „stránek“ a popisuje řešení 48 chirurgických případů. Mezi uvedenými případy je rovněž vůbec nejstarší doložený popis rakoviny, kterou papyrus řadí mezi beznadějné (neléčitelné) případy. Spolu s Ebersovo papyrem patří papyrus Edwina Smithe mezi nejstarší dochované medicínské písemnosti.

### Závěr
Papyrus Edwina Smithe byl v jeho vlastnictví až do jeho skonu v roce 1906. Po jeho smrti darovala Smithova dcera papyrus Historické společnosti v New Yorku (New York Historical Society). Mezi lety 1938 až 1948 byl papyrus zapůjčen k vystavení v Brooklynském muzeu krásných umění (Brooklyn Museum). V roce 1948 pak Historická společnost v New Yorku a Brooklynské muzeum krásných umění předali papyrus do „Newyorské lékařské akademie“ (New York Academy of Medicine), kde je až dosud uložen.